# Tòa đô chính Bremen
Tòa đô chính Bremen hay Tòa thị chính Bremen (tiếng Đức: Bremer Rathaus) là nơi làm việc thị trưởng và chủ tịch Thượng viện của thành phố Hanse tự do Bremen, Đức. Nó là một trong những ví dụ quan trọng nhất của kiến trúc Gothic bằng gạch và Phục Hưng Weser ở châu Âu. Kể từ năm 1973, nó đã là một tòa nhà lịch sử được bảo vệ. Vào tháng 7 năm 2004, công trình này cùng với tượng Roland Bremen được UNESCO công nhận là di sản thế giới.

## Vị trí
Tòa nhà nằm ở phía bắc của Quảng trường chợ ở trung tâm lịch sử của thành phố. Ngay trước mặt nó là bức tượng của Roland. Ở phía đối diện của quảng trường đó có tòa thị chính cổ được gọi là Schütting ngày nay vẫn là trụ sở của hội đồng thương mại. Ở phía đông nam của quảng trường là trụ sở của Quốc hội bang Bremen được gọi là Bürgerschaft. Ở phía đông của cả hai có tòa thị chính và quốc hội mới cùng với nhà thờ chính tòa Bremen. Gần góc phía bắc của tòa thị chính, có một tác phẩm điêu khắc Những nhạc công Thành Bremen của Gerhard Marcks. Phía bắc có nhà thờ Đức Mẹ

## Lịch sử

### Tòa thị chính cổ
Tòa thị chính ban đầu của Bremen nằm ở cuối phía nam của khu nhà giữa Quảng trường Nhà thờ Đức Mẹ, và hai con phố Obernstraße, Sögestraße. Năm 1229, nó được nhắc đến với cái tên "domus theatralis" (nhà trưng bày) và kể từ năm 1251, nó thường xuyên được gọi là "domus consularis" (nhà của hội đồng). Một mái vòm cắt ngang qua Sögestraße, và việc thợ sửa chữa gợi ý một tòa nhà bằng đá, đã tồn tại trước khi phong cách Gothic xuất hiện, thì chắc hẳn công trình mang phong cách Kiến trúc Romanesque. Người ta cho rằng trước khi đô thị giành được một quyền tự trị nhất định, tòa nhà đã phục vụ như một tòa án luật và do đó có ít nhất một hội trường mở vì theo luật cũ Sachsenspiegel của người Sachsen cấm các phiên tòa tổ chức trong phòng kín. Không có mô tả chính xác nào nhưng một số tài liệu cho biết về các cửa hàng vải ở địa điểm đó. Họ mô tả các vị trí phụ (bên dưới) là tòa thị chính và văn phòng. Tùy thuộc vào cách giải thích "bên dưới" là "trong hội trường bên dưới…" hoặc "phía trước tầng hầm của cửa hàng...", các tài liệu đề xuất các bối cảnh rất khác nhau của tòa thị chính và vị trí xung quanh nó. Hai văn bản kể về một cầu thang hoặc buồng cầu thang của ngôi nhà ở Liebfrauenkirchhof.
Sau khi xây dựng tòa thị chính mới hơn, nó được cho hội quán tạp phẩm thuê, thay vì làm cửa hàng bất đắc dĩ. Cuối cùng vào năm 1598, nó được bán cho hai chủ sở hữu, những người đã chuyển đổi nó hoặc thay thế nó thành dinh tư.

### Tòa thị chính Gothic

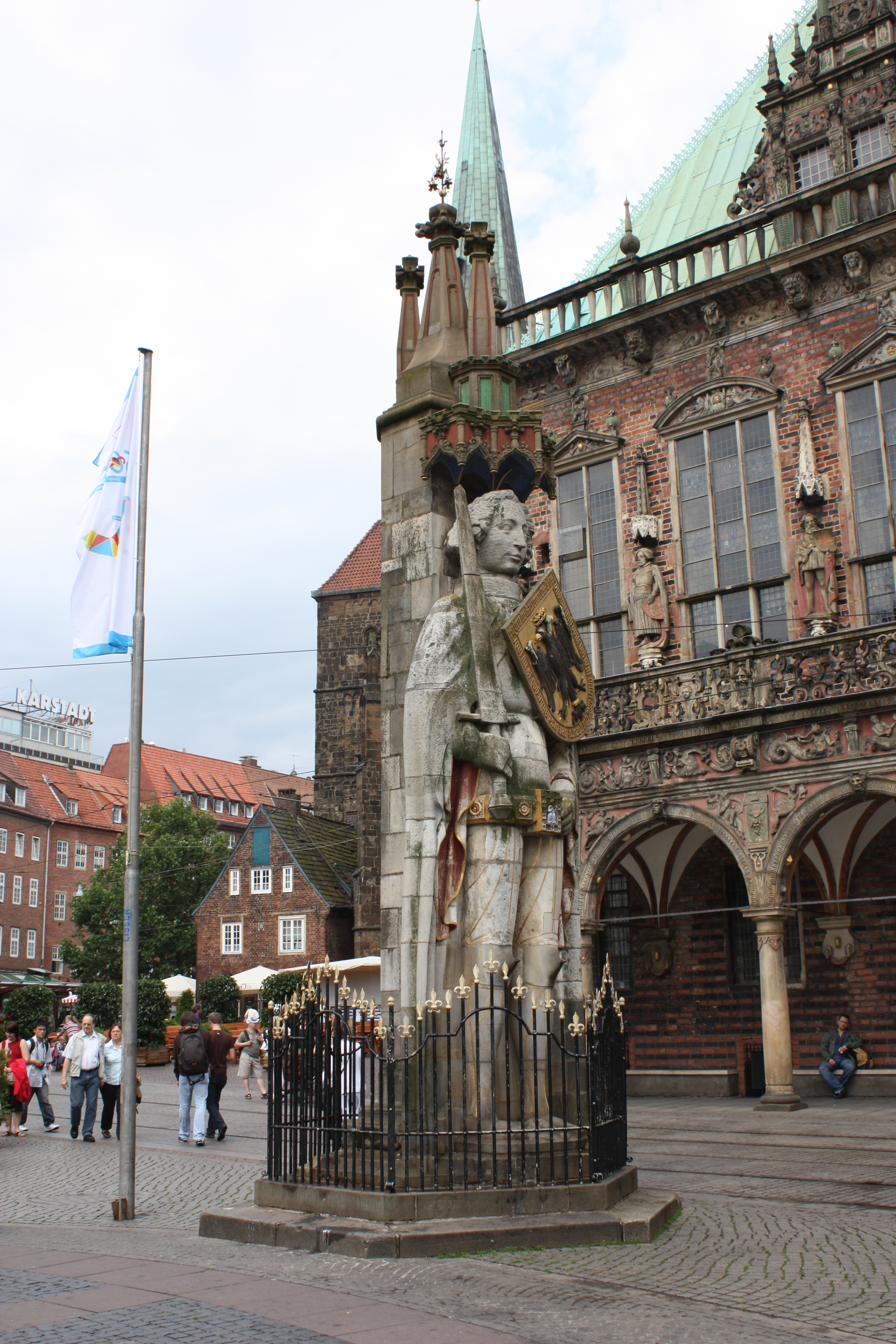
Tượng Roland

Vào khoảng năm 1400, khi sự phát triển của Bremen ở đỉnh cao, một tòa thị chính mới đã được quy hoạch và xây dựng. Người tích cực nhất là thị trưởng Johann Hemeling cùng hai ủy viên hội đồng Friedrich Wagner và Hinrich von der Trupe. Vị trí và thiết kế là một minh chứng cho sự tin tưởng đối với tổng giám mục. Quảng trường chợ Bremen được hoàn thành trước đó một thế kỷ bây giờ được chi phối bởi tòa thị chính hơn là nhà thờ và dinh tổng giám mục. Cả hai đại sảnh của nó là sảnh trên và sảnh dưới đều dài hơn và rộng hơn đại sảnh của Tòa giám mục vài inch. Như trong cung điện, các lối vào được đặt ở hai bên chứ không phải hướng đối diện với quảng trường. Hầm Ratskeller thấp hơn so với đại sảnh. Với việc xây dựng tòa thị chính, tác phẩm điêu khắc Roland đầu tiên đã được dựng lên trước mặt tòa đô chính nhưng nó vẫn chưa lớn như ngày nay.
Tòa thị chính được xây dựng theo phong cách Gothic từ năm 1405 đến 1409 và được trang trí với 16 tác phẩm điêu khắc lớn là bốn triết gia cổ đại, các hoàng đế và tuyển đế hầu thể hiện tuyên bố của Bremen là một thành phố đế quốc. Nhưng đồng thời nó cũng được gia cố. Tòa nhà có hai lối đi trên tường, một lối đi phía trên phòng trưng bày về phía quảng trường chợ và một lối đi quanh máng xối của mái hông. Bốn tòa tháp nhỏ có cầu thang có thể đi lên từ sảnh qua bức tường phía trên.  Phòng trưng bày ở tầng trệt đối diện với quảng trường chợ trong những thế kỷ đầu tiên không phải là phòng cho các thương gia, nó được dành cho các cuộc xử án.
Ở phía sau của tòa thị chính Gothic, có một phần mở rộng, ở tầng trên chứa phòng dành cho Hội đồng thành phố được gọi là Altes Wittheits-Stube (phòng Hội đồng cũ). Phía tây của nó, có một cầu thang bên ngoài từ Nhà thờ Đức Mẹ lên sảnh trên. Đến năm 1432, cầu thang bên ngoài đã bị dỡ bỏ. Vào cuối thế kỷ 15, một văn phòng được xây dựng bên dưới phòng hội đồng cũ.

### Công trình Phục Hưng

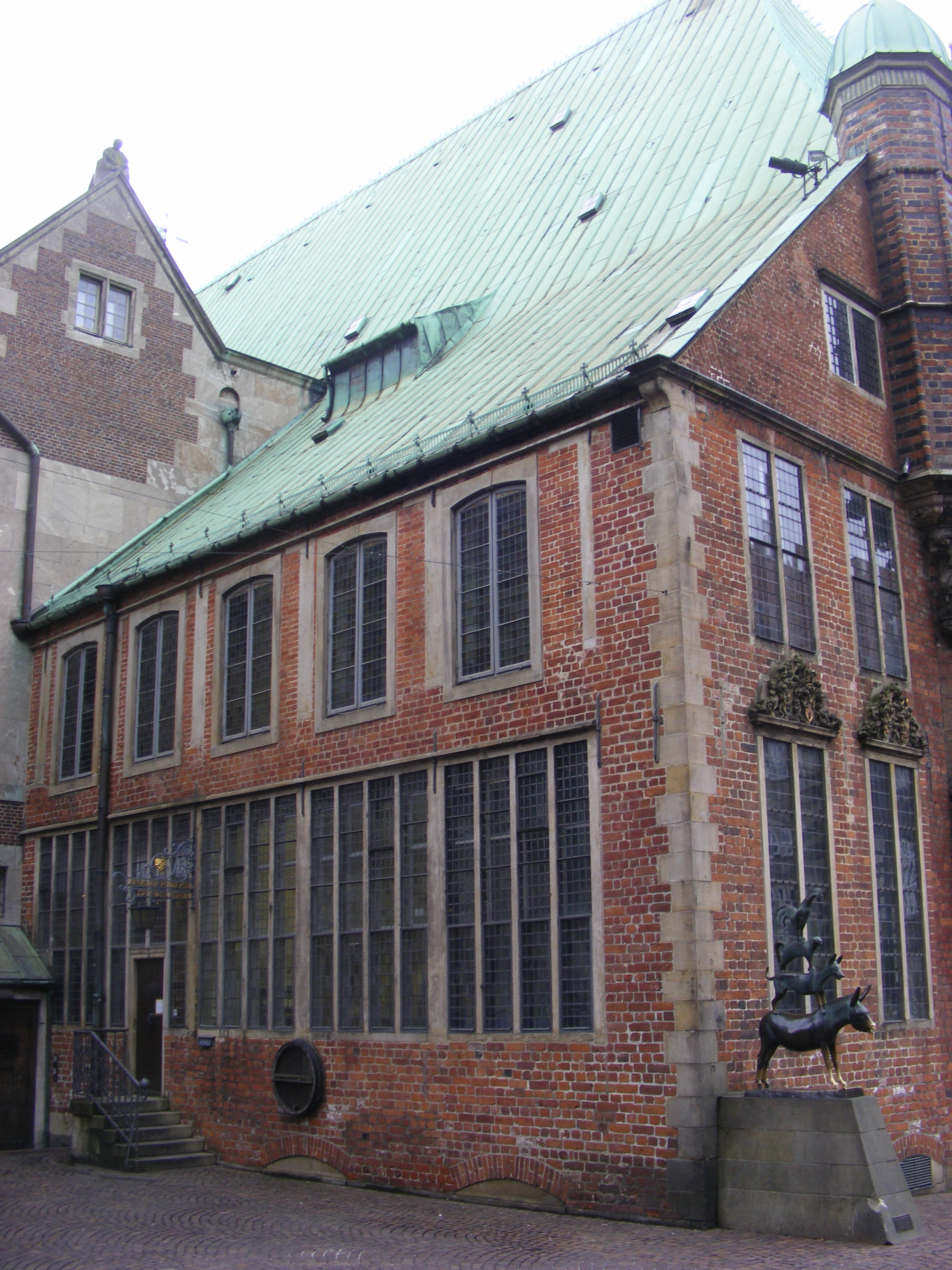
Văn phòng năm 1682/83 và tác phẩm Những nhạc công Thành Bremen

Vào năm 1545-1550, một phần mở rộng với ba tầng chứa phòng Hội đồng thành phố mới và các văn phòng được xây dựng giữa tòa thị chính và dinh tổng giám mục, thể hiện phong cách Phục Hưng với đầu hồi hướng về phía đông, đối mặt với nhà thờ.
Vào cuối thế kỷ này, Bremen đã trải qua giai đoạn bùng nổ thứ hai, và một cuộc tái khởi động xây dựng một tòa thị chính vĩ đại đã được tiến hành. Nghệ sĩ chính là kiến trúc sư, đồng thời là kỹ sư Lüder von Bentheim. Quá trình hiện đại hóa diễn ra theo hai bước. Bước đầu tiên, trong khoảng thời gian từ 1595 đến 1596, mười cửa sổ của sảnh trên hướng ra quảng trường chợ có mái vòm nhọn được chuyển sang cửa sổ lớn vuông vắn. Khoảng mười hai năm sau, từ năm 1608 đến năm 1612, một sự chuyển đổi lớn sang kiến trúc Phục Hưng Weser đã được bắt đầu. Hai cửa sổ nhỏ và cửa tuyên cáo ở giữa đã bị thay thế bằng phần nhà xây nhô lớn, bao gồm các cột, cột trụ và cửa sổ lớn. Trên cùng là một đầu hồi được trang trí mang phong cách Phục Hưng Flemish, hai đầu hồi bên cạnh giống nhau nhỏ hơn. Phù điêu được sử dụng để trang trí mặt tiền. Nhiều yếu tố kiến trúc dựa trên các bậc thầy của thời Phục Hưng Hà Lan chẳng hạn như Hans Vredeman de Vries, Hendrick Goltzius và Jacob Floris. Hơn nữa, lan can trang trí đã được thêm vào.

### Kiến trúc Baroque
Ngay sau khi hoàn thành những công trình đó, nước Đức bị tàn phá bởi Chiến tranh Ba Mươi Năm, và sau Hòa ước Westfalen, Bremen phải phòng thủ trước sự xâm lược của Thụy Điển.
Vào năm 1682-83, văn phòng ở phía sau được mở rộng theo phong cách Baroque, với những dãy cửa sổ nằm ngang đã không còn phổ biến hai thế kỷ sau đó.

### Thế kỷ 19

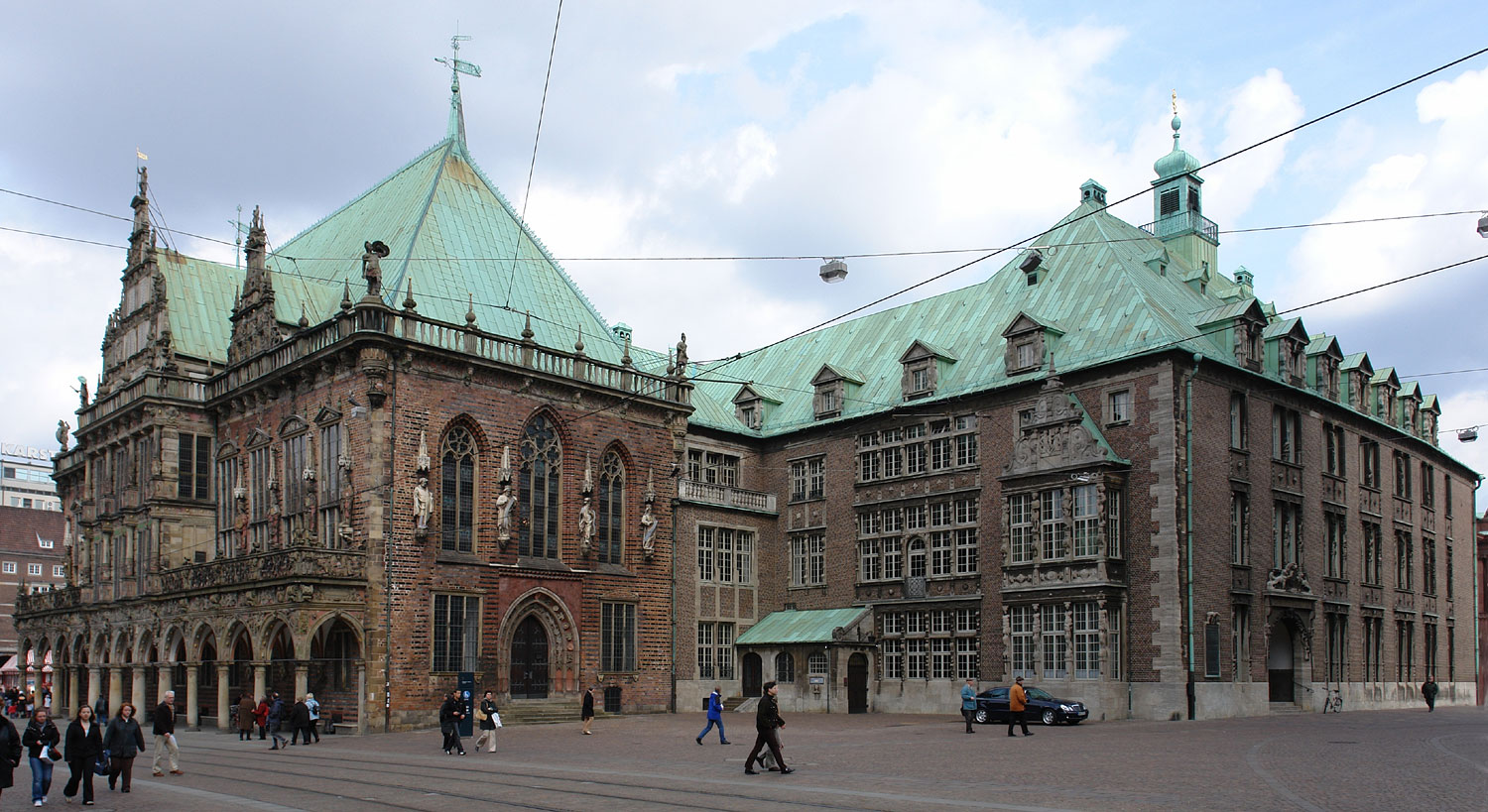
Tòa thị chính cũ bên trái và Tòa thị chính mới bên phải, nhìn từ nhà thờ chính tòa Bremen.

Với sự sáp nhập của các thực thể tự trị nhỏ hơn ở Đức vào năm 1803, dinh tổng giám mục lân cận từng nằm ngoài lãnh thổ của thành phố và cuối cùng là Hội đồng bầu cử Hanover đã trở thành một tài sản của thành phố. Tạm thời, nó được sử dụng cho các văn phòng cùng một lúc. Vào năm 1818-19, nó được tháo dỡ một phần và được xây dựng lại theo phong cách Tân cổ điển được gọi là "Stadthaus" (tòa nhà Văn phòng Thành phố). Năm 1826, những hư hỏng gây nguy hiểm cho các nghị viên tòa thị chính và phần mở rộng của nó đã được phát hiện. Với việc sửa chữa, diện mạo của mặt tiền quảng trường chợ được bảo tồn, nhưng mặt tiền phía đông mang kiến trúc Phục Hưng được thay thế bằng một mặt tiền đơn giản và mặt sau mất đi thiết kế độc đáo ban đầu.

### Thế kỷ 20
Từ năm 1820 đến năm 1900, Bremen đã nhân rộng dân số, và trong những thập kỷ năm 1900, chủ nghĩa Wilhelm được ưa chuộng nhiều. Do đó, việc mở rộng tòa thị chính đã được lên kế hoạch. Năm 1909, Stadthaus được tháo dỡ để xây dựng tòa thị chính mới. Trong quá trình đó, nhiều hiện vật Gothic đã được tìm thấy, nhiều hơn đáng kể so với dự kiến của các nhà sử học. Với "Neues Rathaus" (tòa thị chính mới) được xây dựng vào năm 1909–1913 lớn gấp đôi tòa nhà cũ. Kiến trúc sư Gabriel von Seidl của Munich đã thành công với thiết kế của mình. Tuy nhiên, ba mặt tiền Tân Phục Hưng của nó là một ví dụ rất muộn về Chủ nghĩa lịch sử. Mặt thứ tư quay ra Nhà thờ Đức Mẹ và tiếp giáp với phần Baroque mở rộng, là trường phái Tân nghệ thuật.